# Lachnellula resinaria
Lachnellula resinaria är en svampart som först beskrevs av Cooke & W. Phillips, och fick sitt nu gällande namn av Rehm 1893. Lachnellula resinaria ingår i släktet Lachnellula och familjen Hyaloscyphaceae.  Arten är reproducerande i Sverige. Inga underarter finns listade i Catalogue of Life.